# 나이바샤

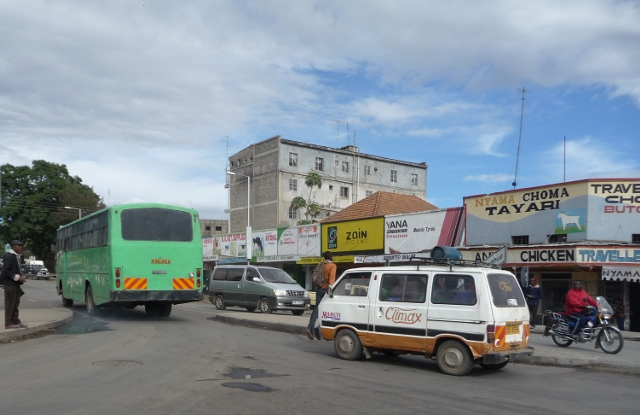
나이바샤의 거리

나이바샤(Naivasha)는 케냐 나쿠루현에 있는 도시로 2019년 현재 인구는 198,000명이다. 도시 이름의 기원이 된 나이바샤호 호안에 있다.

## 산업
주산업은 1차산업, 특히 화훼 재배다. 뿐만 아니라 헬스 게이트 국립공원을 비롯한 여행지들에 여행객들이 찾아온다.